# گئورگ نوردبلد
گئورگ نوردبلد (انگلیسی: Georg Nordblad; ۲۴ اوت ۱۸۹۴ – ۱۵ اوت ۱۹۷۰) ورزشکار ورزش تیراندازی اهل فنلاند بود.
وی در مسابقات کشوری و بین‌المللی در مجموع برندهٔ ۱ مدال برنز شده‌است.